# The iDol
The iDol（ザ・アイドル）は、2006年に公開された日本のSF映画。上映時間は約60分、自主制作映画である。監督は日本在住のアメリカ人ノーマン・イングランドで、彼の初監督作品となる。ゆうばり国際ファンタスティック映画祭2008（ファンタスティック・オフシアター・コンペティション部門）参加作品。

## キャスト
- 賢：佐々木仁 (俳優)
- 繭香：早瀬英里奈
- リカ：藤貴子
- 田中：中西正康
- 山田：片平光
- ホームレス：螢雪次朗
- 滝：深山洋貴
- ボス五郎：原口智生
- カメラマン：山崎貴

## スタッフ
- 原案・監督・製作：ノーマン・イングランド
- 脚本・製作：金子二郎
- プロデューサー：須藤史奈子
- 制作：新宅かおり、 林怜佳
- 撮影：高岡洋雄
- 録音：小川紀子
- 照明：森川浩明、 鈴木大地
- 編集：ロブ・モレノ
- 音楽：大谷幸
- CG：山崎貴
- 特殊効果：松本肇　（BIG X)
- クリーチャー製作：藤原カクセイ